# Вульфоальд
Вульфоальд (*Wulfoald, д/н — 680) — 1-й мажордом єдиного Франкського королівства у 673—675 роках.

## Життєпис

### Мажордом Австразії
Походив з австразійського знатного роду, що володів землями на кордоні Австразії та Бургундії, а також в Ельзасі. У 656 році виступив проти мажордома Ґрімоальда Старшого, який посадив на трон Австразії свого сина Хільдеберта III. На чолі частини австразійської знаті Вульфоальд звернувся до Хлотара III, короля Нейстрії, по допомогу. В результаті у 657 році Ґрімоальда було переможено, захоплено й страчено. Вульфоальда призначено мажордомом Австразії та надано титул герцога. До 661 року вів боротьбу з Хільдебертом III, якого 661 року було схоплено й 662 року страчено.
Невдовзі Вульфоальд разом з аристократами Австразії відмовився від підпорядкування королю Хлотару III і звів на трон Австразії його неповнолітнього брата Хільдеріка II. В описі церемонії сходження останнього на трон Вульфоальда названо головним королівським радником і герцогом, що свідчить про його дуже високе становище при дворі нового монарха. Вульфоальд правив разом з королевою Хімнехільдою, удовою короля Сігіберта III королівством як регент. Він продовжив керувати Австразією і після того, як близько 670 року Хільдерік II став повнолітнім.

### Мажордом усіх королівств
673 року після смерті Хлотара III, короля Нейстрії та Бургундії, нейстрійський мажордом Еброїн звів на трон Теодоріха III. Втім місцева знать на чолі з Леодегарієм, єпископом Отена, і його братом Варіном, графом Парижа, незадоволена правлінням Еброїна, почала перемовини з Вульфоальдом про передачу трону Нейстрії і Бургундії Хільдеріку II. Отримавши від останнього запевнення, що він у всьому буде діяти відповідно до «Едикту Хлотара II» 614 року, вороги Еброїна визнали короля Австразії своїм володарем. Теодоріх III і Еброїн були пострижені в ченці і заслані.
В результаті вперше з часів Дагоберта I відбулося об'єднання трьох франкських королівств. Вульфоальд отримав посади мажордома Нейстрії та Бургундії, тобто став першим мажордомом єдиного Франкського королівства. На цій посаді він був згаданий в датованій 4 липня 673 року хартії короля Хільдеріка II Фонтенельському абатству, а також в дарчій цього монарха монастирю Монтерендер від 9 липня 675 року.
Невдовзі після отримання повної влади Вульфоальд вступив в конфлікт з єпископом Леодегарієм і Гектором, патрикієм Провансу, через небажання Хільдеріка II виконувати зобов'язання «Едикту Хлотара II». Формальним приводом до розбіжностей стала суперечка з приводу спадщини знатної нейстрійки Клавдії, яка заповіла все своє майно Клермонській єпархії. Незважаючи на наявність заповіту, єпископ Леодегарій наполягав, що спадщина мала відійти доньці померлої, яка була дружиною патрикія Гектора. В результаті, Леодегарія було заслано до монастиря Люксей, а Гектора страчено.
Восени 675 року Хільдерік II і його дружина Біліхільда були вбиті в результаті змови нейстрійської знаті на чолі з Боділоном. Значну роль у цих подіях зіграло невдоволення знаті Нейстрії засиллям австразійців при дворі короля. Завдяки Леодегарію новим королем знову був поставлений Теодоріх III. Вульфоальд позбувся посади мажордома Нейстрії та Бургундії і був змушений шукати притулку в Австразії. Його наступником у Нейстрії і Бургундії став один з найбільш авторитетних змовників Леудезій.

### Вдруге на чолі Австразії
У 676 році Вульфоальд оголосив королем Австразії привезеного з Ірландії Дагоберта II, сина короля Сігіберта III. Точно невідомо, на якій посаді перебував Вульфоальд при новому королі. Те, що він зміг стати мажордомом Австразії, викликає в істориків сумніви. Проте про інших мажордомів цього королівства в той час нічого невідомо.
У 677 році Еброїн зробив спробу знову об'єднати Франкські королівства, але в битві при Лангре, де брав участь Вульфоальд,  жодна зі сторін не здобула перемоги. Слідом за цим було укладено мир, який підтвердив існування кордону королівств на 673 рік.
Разом з тим Вульфоальд вимушений був вести боротьбу за владу з Піпіном Геристальським та його братом Мартином. У 679 році короля Дагоберта II було вбито. Оскільки останній не залишив спадкоємця, то Австразією став керувати Вульфоальд. Але десь на початку 680 року він теж помер або був вбитий. Мажордомом Австразії став його суперник Піпін Геристальський.

## Родина
- Вольфгунда, дружина графа Гундоїна, онука Гундоїна, герцога Ельзасу